# Loutre
Cet article concerne l'animal. Pour l’ancienne commune de Moselle, voir Fraulautern.
Lutrinae
Pour les articles homonymes, voir Loutre (homonymie).
Sous-famille
Les Loutres (Lutrinae) sont une sous-famille de mammifères carnivores de la famille des Mustélidés. Il existe plusieurs espèces de loutres, caractérisées par de courtes pattes, des doigts griffus et palmés (aux pattes avant et arrière) et une longue queue.
Cette sous-famille a été décrite pour la première fois en 1838 par le zoologiste Charles-Lucien Bonaparte.
Dans de nombreux pays, les loutres ont intégralement ou partiellement disparu de leur aire de répartition, de même que les castors qui partageaient leur milieu de vie. Ces deux espèces-clé font l'objet, depuis un siècle environ, de protection et de programmes ou projets de réintroduction ou confortement de populations par translocation. La loutre étant particulièrement discrète elle fait souvent l'objet d'un suivi par recherche d'indice (poils, marquage de territoire, pièges photographiques) et d'un suivi télémétrique par puce électronique,.

## Caractéristiques

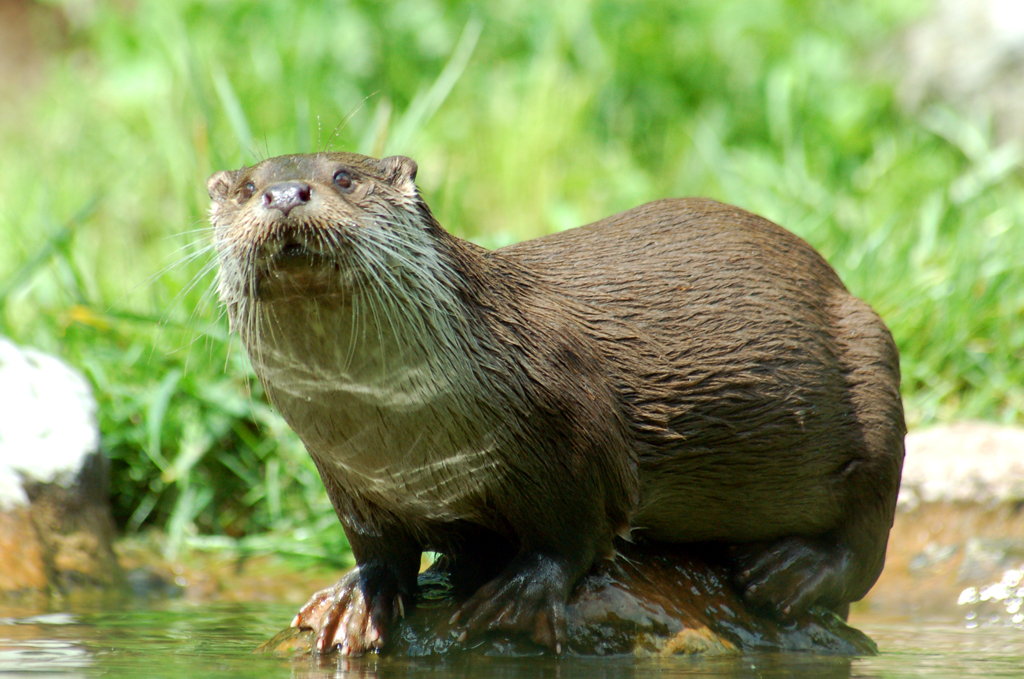
Grâce à de puissantes pattes palmées (avant et arrière), la loutre est une excellente nageuse, mais elle se déplace aussi volontiers à terre, le long des berges ou à proximité.

La fourrure  de la loutre se compose de poils qui s'emboîtent les uns dans les autres.
Contrairement à l'ours blanc ou au dauphin, la loutre ne dispose pas d'une épaisse couche de graisse sous la peau. C'est son pelage, composé de poils courts et longs emboîtés qui l'isole du froid. Une étude thermographique a montré que par température excessive, la loutre d'Europe dissipe sa chaleur plutôt par les pattes, alors que la loutre géante le fait par tout le corps et notamment la queue.
Elle peut vivre jusqu'à vingt ans en captivité. Mais en milieu naturel son espérance de vie varie entre cinq et dix ans. La loutre est un animal souvent solitaire. Les loutrons restent avec leur mère huit mois en moyenne et parfois jusqu'à dix-huit mois.

## Habitat et comportement

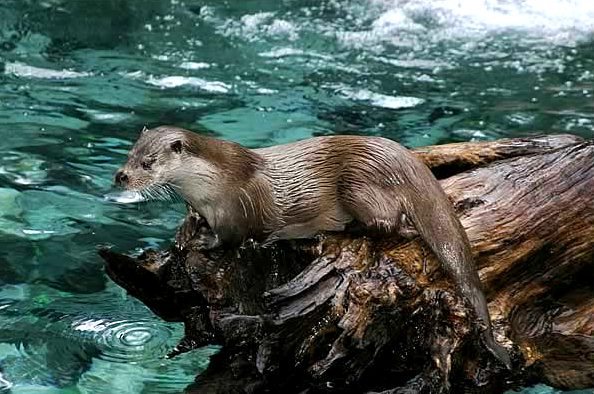
La loutre peut rester en apnée jusqu’à huit minutes sous l’eau.

La plupart des espèces vivent principalement en eau douce. Cependant, la loutre de mer vit dans l'eau salée bien qu'elle ait besoin d'eau douce pour le toilettage et l'entretien de sa fourrure[réf. souhaitée].
La Hongrie abrite le plus grand nombre d'individus en Europe, soit 10 000[réf. souhaitée].
La loutre est un mammifère majoritairement piscivore. Son régime alimentaire est constitué de 50 % à 90 % de poissons, le reste se composant de batraciens, petits mammifères, crustacés et parfois même d'oiseaux. La loutre pêche principalement en solitaire même si de temps à autre elle chasse en bande. Les jeunes loutres mangent jusqu'à 700 grammes de nourriture par jour[réf. souhaitée], et les adultes jusqu'à 1 kg par jour.

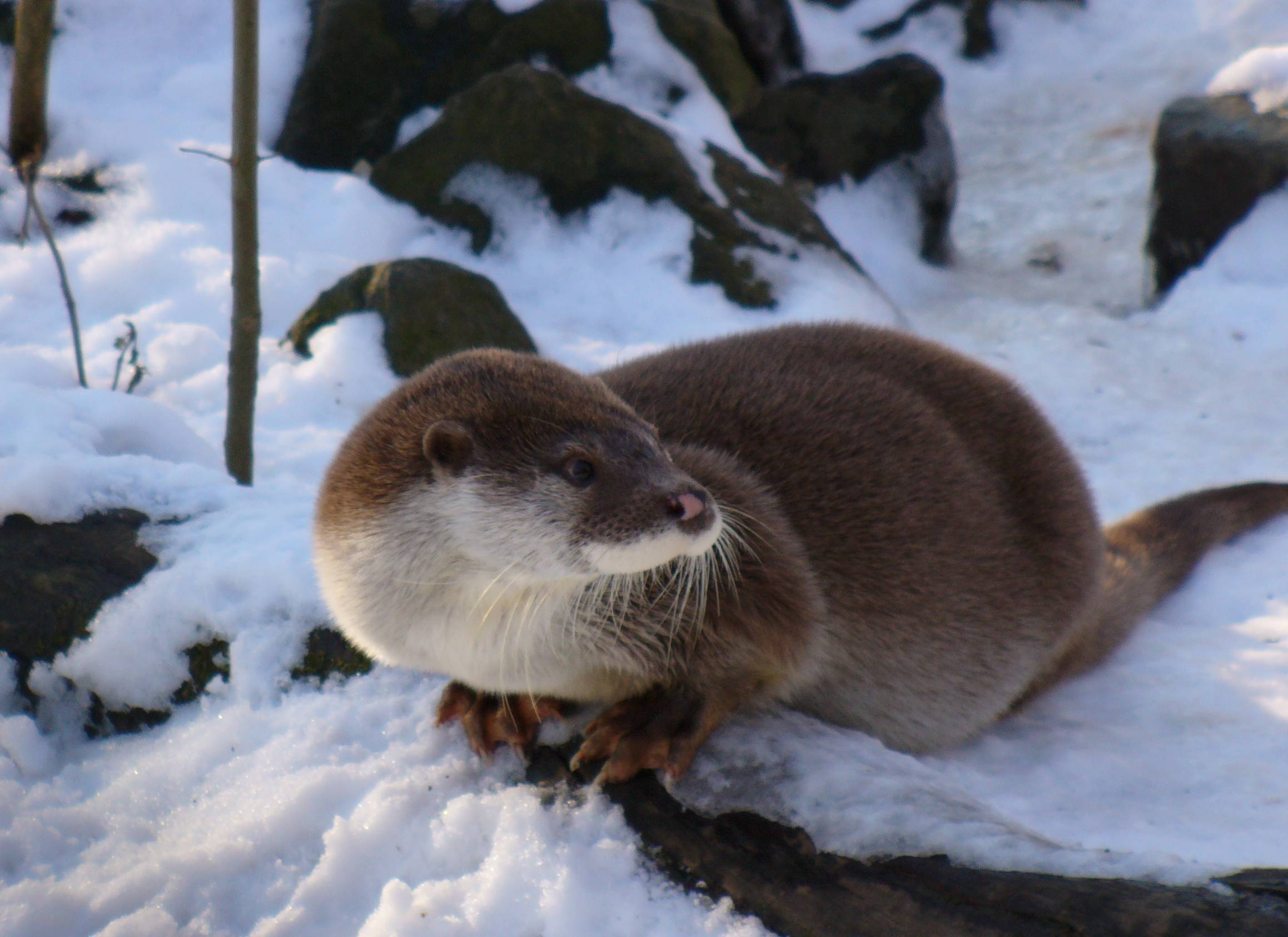
En région tempérée, la loutre n'hiberne pas. Dépourvue de réserves importantes de graisse, elle doit aussi chasser en hiver.

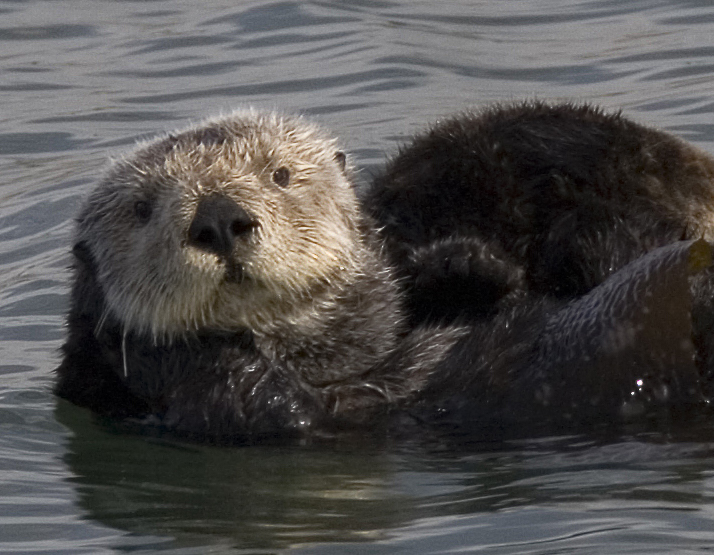
Loutre de mer et son petit (Morro Rock, États-Unis).

C’est un animal très joueur qui s’amuse souvent avec ses proies. Il les entraîne dans de petites baies peu profondes pour en venir à bout. En plongée, les oreilles et les narines obstruées, elle perd l'odorat et l'ouïe, ce qui handicape sa chasse. Cependant, elle est dotée de vibrisses (moustaches rigides) fort sensibles aux vibrations. Elles lui permettent de détecter une proie aux ondulations que provoque sa fuite dans l’eau[réf. souhaitée].
La loutre n’a pas de responsabilité dans la raréfaction du poisson car elle ne s’attaque généralement qu'aux proies malades ou les plus abondantes. La loutre de mer se sert de galets ou pierres comme outil pour briser les coquillages trop résistants en les frappant sur son abdomen. Cela en fait l'un des rares animaux à se servir d'outils pour se nourrir.
Les loutres de mer dorment sur le dos dans l'eau. En groupe, elles se donnent souvent la main en dormant pour ne pas dériver et rester ensemble.

## Populations et menaces
La population des loutres connaît une très forte régression sur la presque totalité de son aire de répartition et, pour cette raison, elle bénéficie du statut d'espèce protégée dans la plupart des pays.
La loutre a régressé puis disparu d'une très grande partie de son aire de répartition à cause de la chasse et du piégeage, sa fourrure étant, comme celle du castor, particulièrement recherchée. Chassée en vénerie à pied avec des chiens, elle se réfugie sur les berges des rivières où les chasseurs la capturent avec une fourche ou grâce à leurs chiens. Parfois, elle s'attrappe avec des filets tendus autour de son terrier (aussi appelé vulgairement catiche) ou avec divers pièges en métal placés autour de son terrier et appâtés avec des poissons.
Bien que l'animal soit protégé, ses populations continuent à diminuer ou peinent à se stabiliser.
Aux Pays-Bas, une surveillance par collier radio-émetteur a montré que la première cause de mortalité des loutres dans ce pays était la route ; les loutres sont souvent tuées ou blessées par des véhicules en traversant une route.
Elles sont également victimes de la pollution de l'eau et/ou des toxiques bioaccumulés dans leurs proies, ainsi que de la réduction des zones humides. Cela a été démontré au Danemark par l'analyse de la présence de cadmium dans leurs poils. L'évaluation du degré de contamination de leur nourriture peut aussi être pratiquée par l'analyse chimique de leurs excréments, comme cela a été fait par exemple en Slovaquie pour le cadmium et le mercure, deux produits très toxiques, pour les reins notamment.
- En France, on estimait 50 000 individus au début du XXe siècle et à peine 1 500 en 1980. Depuis son inscription, en 1981, dans la liste des espèces protégées, la population de loutres est remontée à 2 000 ou 3 000 individus en 2010, ce qui lui a permis de recoloniser des rivières où elle avait disparu[14],[15].

## Liste des genres et espèces

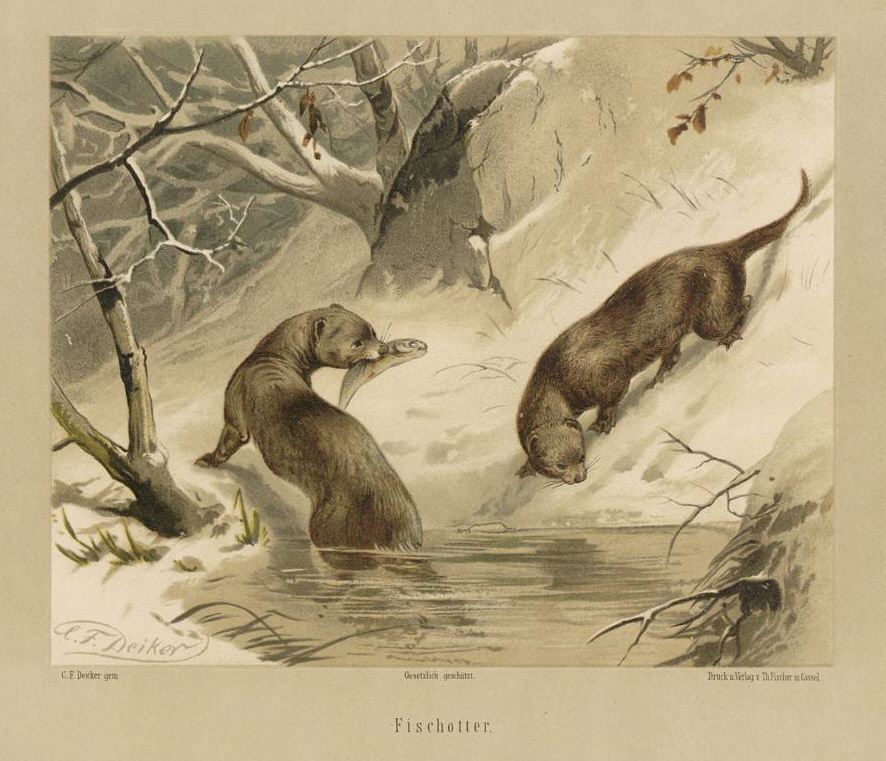
Loutres en hiver (Carl Friedrich Deiker, 1875)

La sous-famille des loutres (Lutrinae) comprend les genres et espèces suivants.
Genres et espèces, selon Mammal Species of the World (version 3, 2005)  (21 mai 2013) et ITIS (21 mai 2013) :
- genre Amblonyx Rafinesque, 1832
  - Amblonyx cinereus (Illiger, 1815) — loutre cendrée ou loutre asiatique, loutre naine d'Asie ou loutre à griffes courtes

- genre Aonyx Lesson, 1827
  - Aonyx capensis (Schinz, 1821) — Loutre à joues blanches - loutre à joues blanches du Cap, loutre à joues blanches du Congo (sous-espèce congica, anciennement Aonyx congicus (Lönnberg, 1910)), etc.
- genre Enhydra Fleming, 1822
  - Enhydra lutris (Linnaeus, 1758) — loutre de mer
- genre Hydrictis Pocock, 1921
  - Hydrictis maculicollis (Lichtenstein, 1835) — loutre à cou tacheté (syn. Lutra maculicollis)
- genre Lontra Gray, 1843
  - Lontra canadensis (Schreber, 1777) — loutre de rivière
  - Lontra felina (Molina, 1782) — loutre marine ou chungungo
  - Lontra longicaudis (Olfers, 1818) — loutre néotropicale
  - Lontra provocax (Thomas, 1908) — loutre du Chili ou huillín
- genre Lutra Brisson, 1762
  - Lutra lutra (Linnaeus, 1758) — loutre d'Europe
  - Lutra nippon Imaizumi & Yoshiyuki, 1989 — loutre du Japon
  - Lutra sumatrana (Gray, 1865) — loutre de Sumatra
- genre Lutrogale Gray, 1865
  - Lutrogale perspicillata (I. Geoffroy Saint-Hilaire, 1826) — loutre à pelage lisse
- genre Pteronura Gray, 1837
  - Pteronura brasiliensis (Gmelin, 1788) — loutre géante

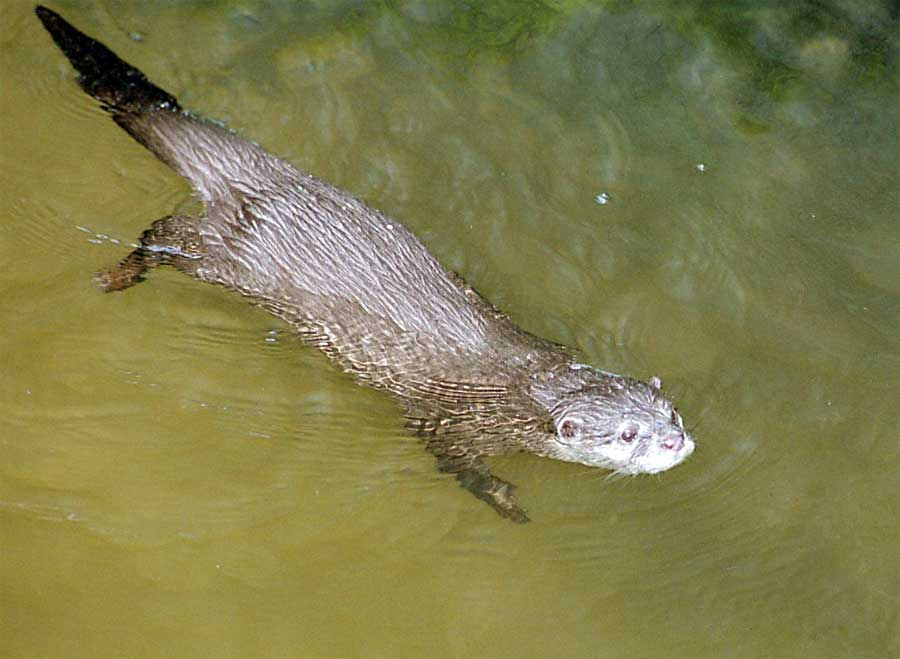
Aonyx cinerea
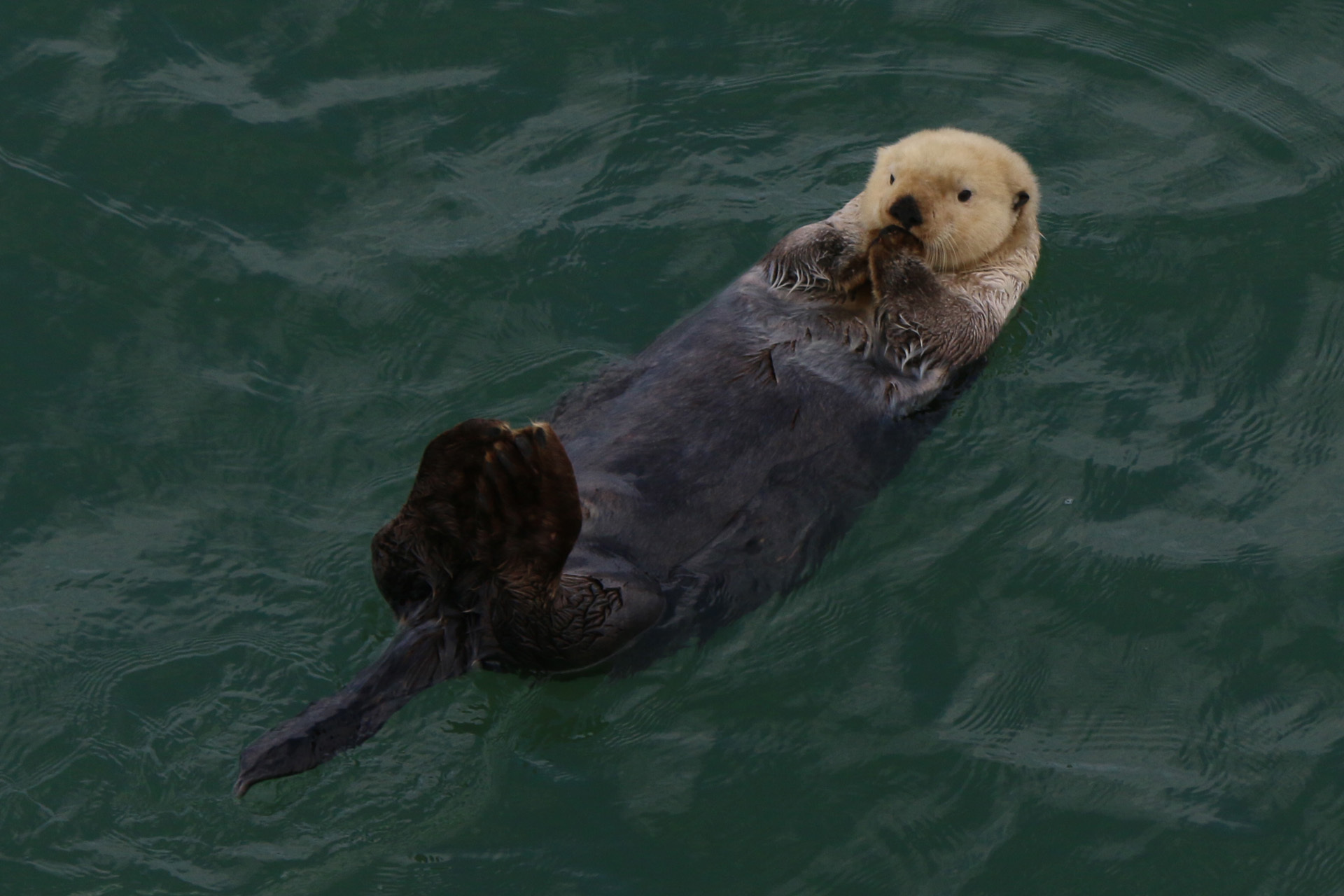
Enhydra lutris
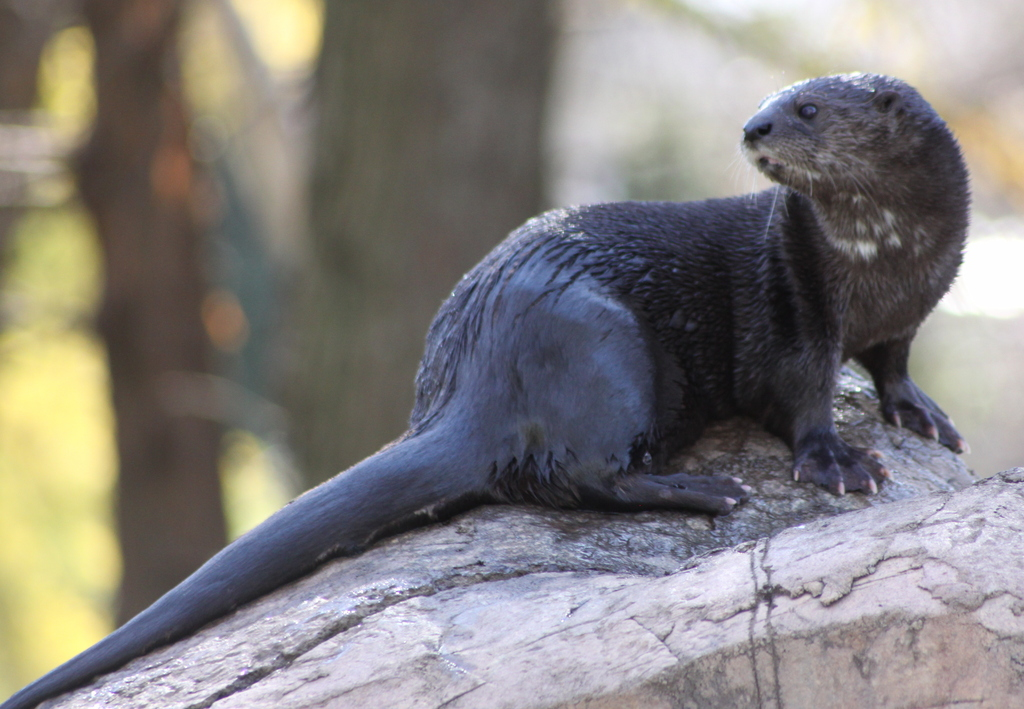
Hydrictis maculicollis
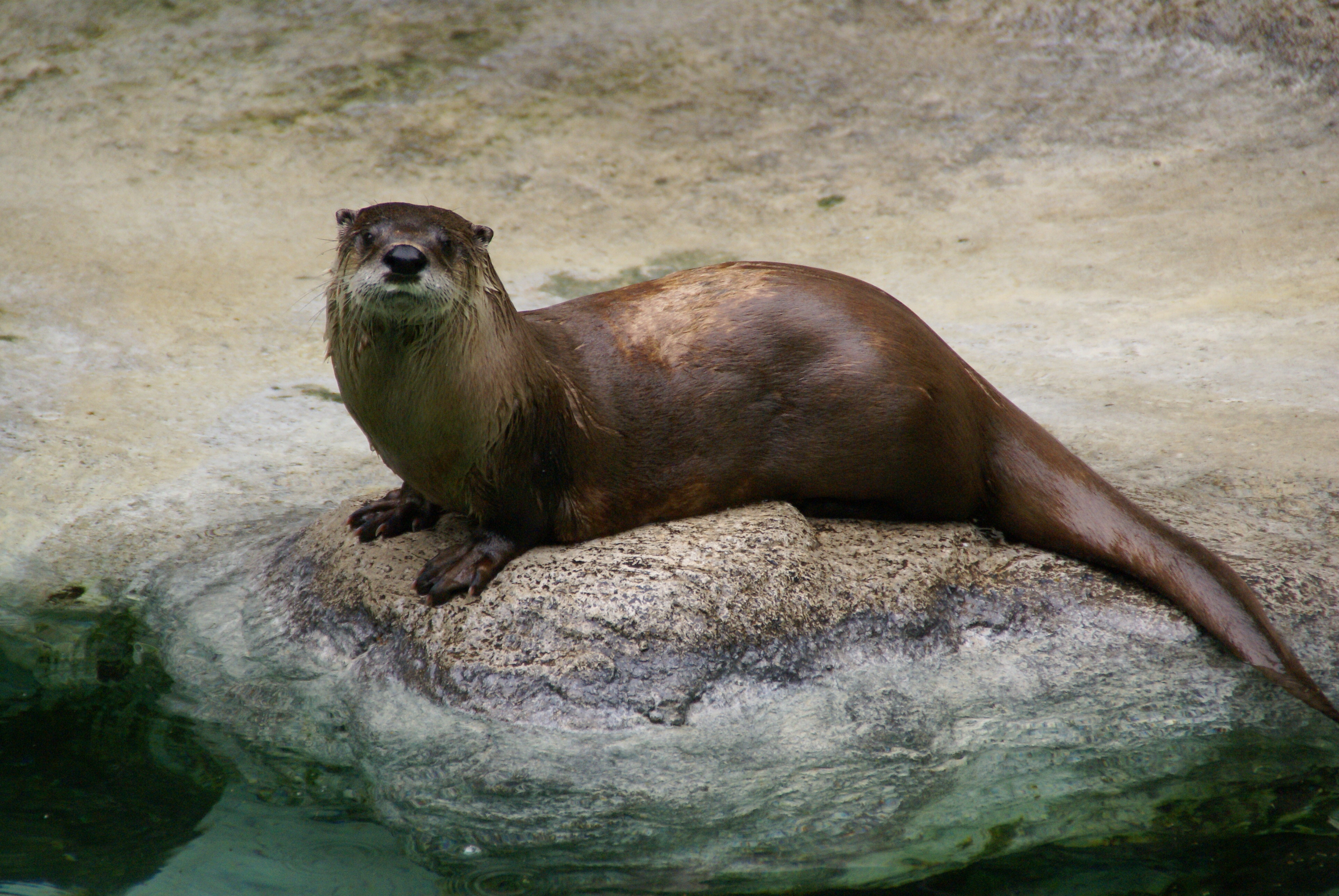
Lontra canadensis
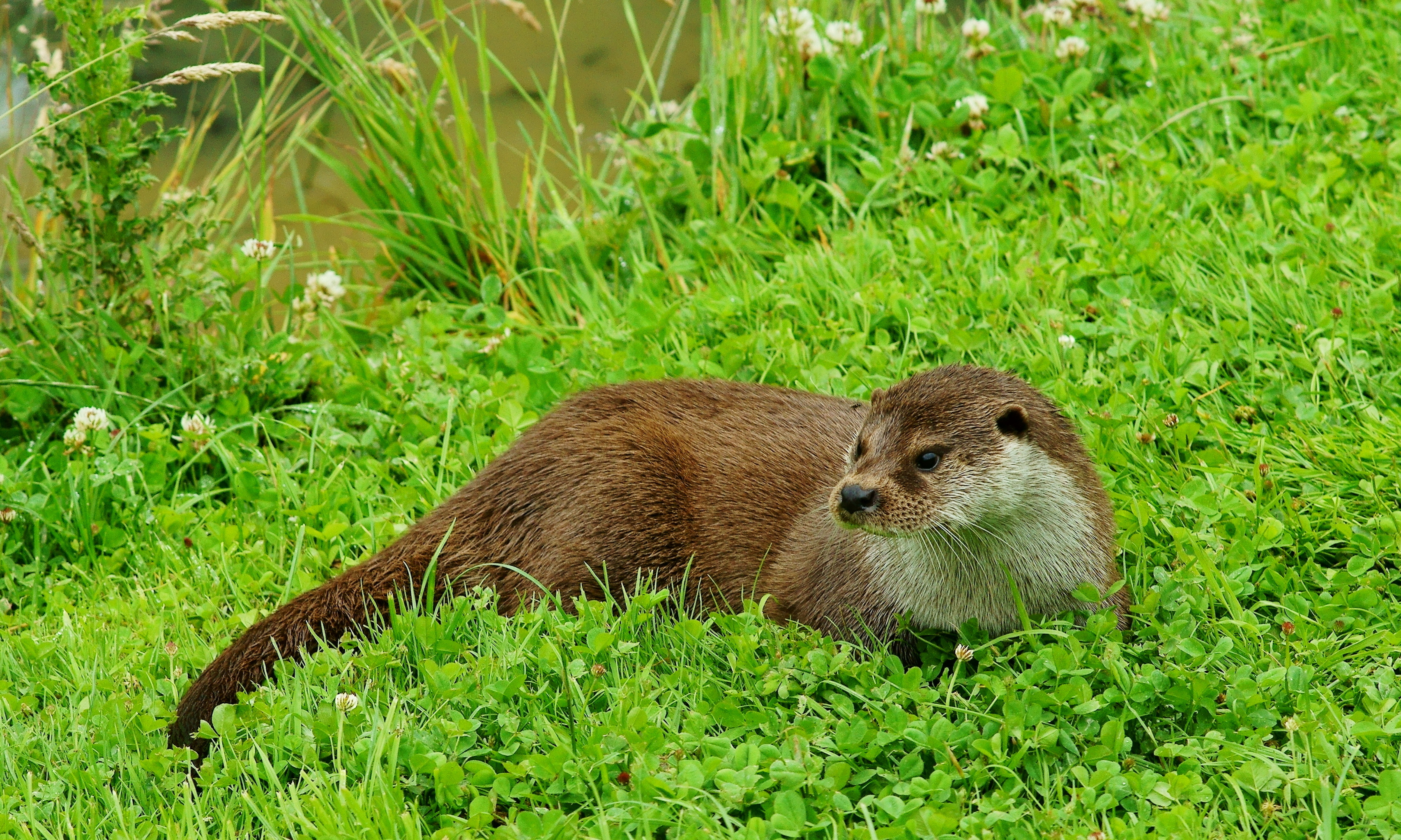
Lutra lutra
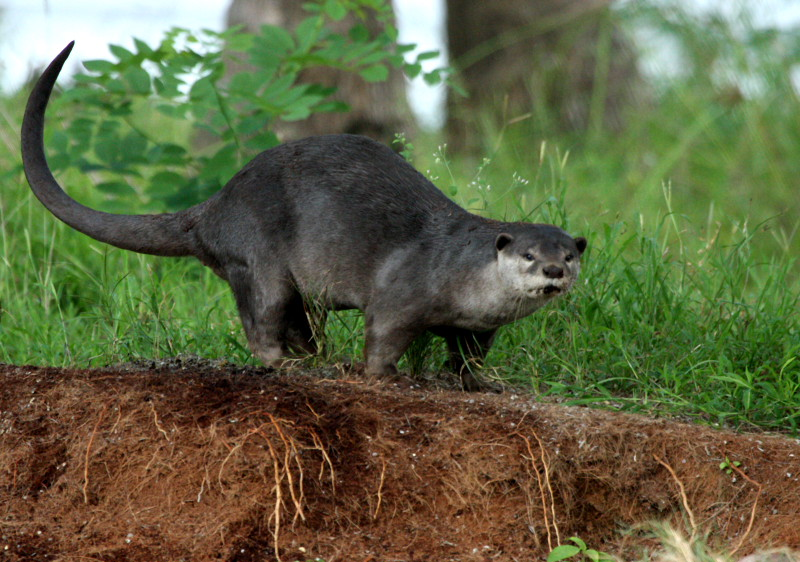
Lutrogale perspicillata
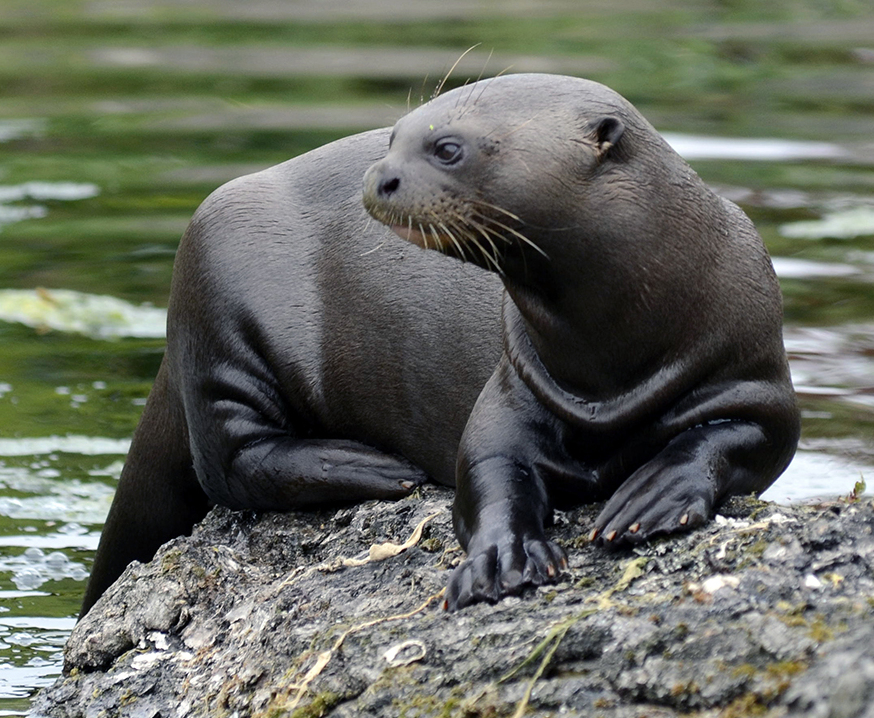
Pteronura brasiliensis

### Listes des genres fossiles
Selon Paleobiology Database (03 mars 2014):
- Torolutra †
- tribu Aonychini
  - Cyrnaonyx †
  - Tyrrhenolutra †
- tribu Enhydriodontini
  - Enhydriodon †
  - Paludolutra †
  - Sivaonyx †
  - Vishnuonyx †
- tribu Lutrini
  - Paralutra †
  - Algarolutra †
  - Enhydritherium †
  - Limnonyx †
  - Megalenhydris †
  - Mionictis †
  - Sardolutra †
  - Satherium †
  - Siamogale †

## Calendrier
Le 25e jour du mois de thermidor du calendrier républicain  / révolutionnaire français est dénommé jour de la loutre, généralement chaque 12 août du calendrier grégorien.

### Bases de référence
- (en) Animal Diversity Web : Lutrinae (consulté le 21 mai 2013)
- (fr + en) ITIS : Lutrinae  Bonaparte, 1838 (consulté le 21 mai 2013)
- (en) Mammal Species of the World (3e  éd., 2005) : Lutrinae Bonaparte, 1838 (consulté le 21 mai 2013)
- (en) NCBI : Lutrinae (taxons inclus) (consulté le 21 mai 2013)
- (en) Paleobiology Database : Lutrinae  Baird 1857 (consulté le 21 mai 2013)
- (en) WoRMS : Lutrinae (+ liste espèces) (consulté le 21 mai 2013)